# 尹府水库
尹府水库，位于中国山东省青岛市平度市东北部，猪洞河中游，1960年建成，集水面积178平方公里，总库容1.61亿立方米。大坝为粘土心墙砂壳坝，全长775米，最大坝高为20.2米。